# Соя звичайна

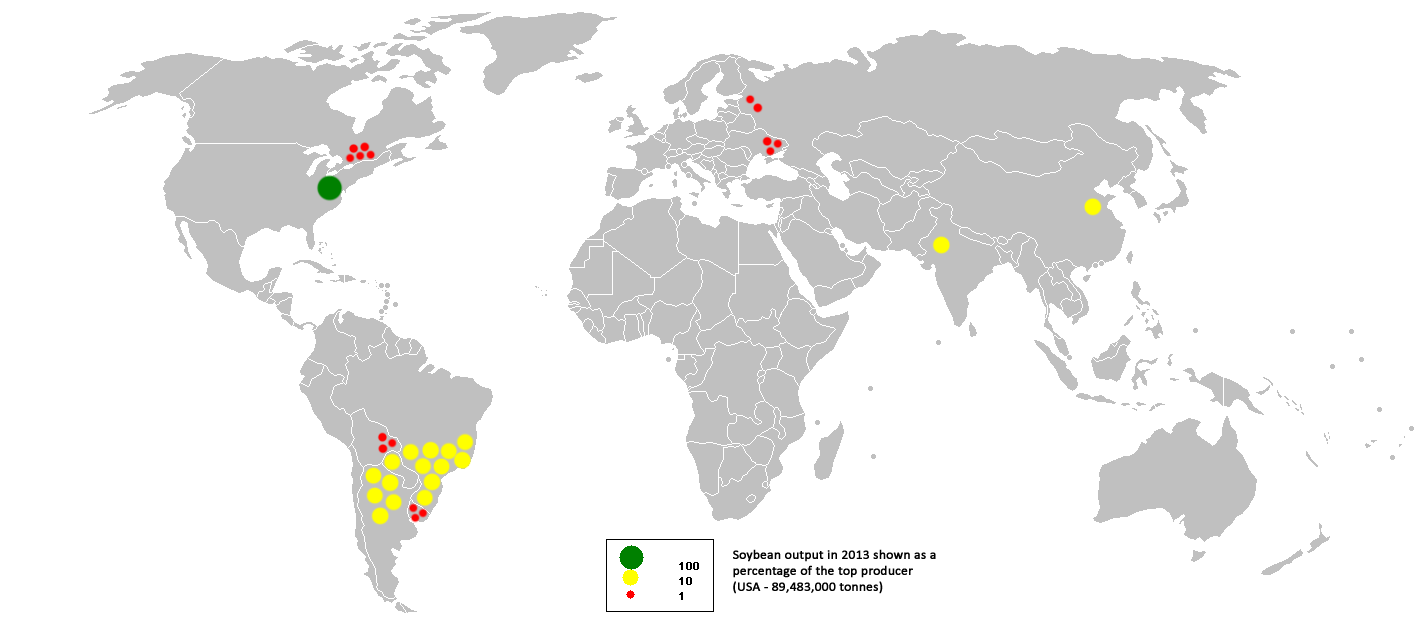
Врожай сої у світі у відсотках для кожної окремо взятої країни в 2013 році порівняно з лідером США (100 % = 89 483 000 тонн).

Со́я звичайна або щети́ниста (Glycine max Moench.; синоніми: Soja hispida Moench., Soja japonica Savi.) — однорічна трав'яниста культурна рослина родини бобових, зовні подібна до квасолі, одна з найдавніших їстівних культур. Походить з Південно-східної Азії, поширена у Китаї, Індонезії, Японії, США, Австралії, Кореї, на Далекому Сході Росії, в Україні — в Лісостепу і степу.
Насіння сої містить 35—45 % білків, 17—25 % жиру, 1—2 % лецитину, 5—6 % зольних речовин і вітамінів. З насіння виробляють борошно, олію, крупи, соєве молоко, сурогат кави тощо. З зелених бобів — різноманітні страви, консерви. Використовують також на корм худобі. Крім того жом використовують для виробництва біопалива.

## Біологічні особливості
Соя — культура мусонного клімату, має підвищені вимоги до забезпечення вологою і теплом. Потреба в теплі зростає від проростання насіння до сходів, а потім до цвітіння і формування насіння, під час дозрівання вимоги до температури дещо зменшуються.

### Температурний режим
Насіння починає проростати при температурі 8-10 °C, проте при такій температурі сходи з'являються через 20-30 днів, при температурах 14-16 °C вище нуля — через 7-8 днів, а при 20-22 °C — вже через 4-5 днів. Підвищення середньодобової температури на початку вегетації до 24-25 °C призводить до деякого зниження процесів росту, а температура 35-37 °C негативно впливає на вегетативний розвиток культури, утворення кореневих бульбочок.
Оптимальна температура:
- в період вегетативного росту — 18-22 °C;
- для формування репродуктивних органів — 22-24 °C;
- під час цвітіння — 25-27 °C;
- для формування бобів — 20-22 °C;
- в період дозрівання — 18-20 °C.

Рослини досить легко переносять весняні приморозки до - 2,5 °C та осінні приморозки до - 3 °C. Осінні приморозки - 4,5 °C призводять до сильного промерзання листків, а квітки і боби гинуть.

### Водний режим
Коефіцієнт транспірації коливається від 400 до 1000, бо соя на формування врожаю використовує набагато більше води, ніж зернові колосові культури. Оптимальна вологість ґрунту в період вегетації повинна бути не нижче за 70-80 %, а на момент дозрівання не знижуватись до 60 % від найменшої вологоємності.
Впродовж вегетації потреба в волозі неоднакова. Від сходів до цвітіння спостерігається менша потреба в волозі. Найінтенсивніше водоспоживання відбувається в фазу цвітіння і формування бобів. За цей період соя споживає 60-70 % сумарної кількості води за увесь період вегетації. Негативно реагує на повітряну посуху в період цвітіння і утворення бобів. При дуже низькій вологості на рослинах не утворюються нові, відбувається скидання вже сформованих бобів.
Вимоги до ґрунтів відносно низькі. Сою можна вирощувати на всіх типах ґрунтів проте вони не повинні бути кислими й мало аерованими. Соя не переносить тривалого затоплення (більше 3-х днів), засолення і кислотності нижче за рН 5,5.

## Морфологія

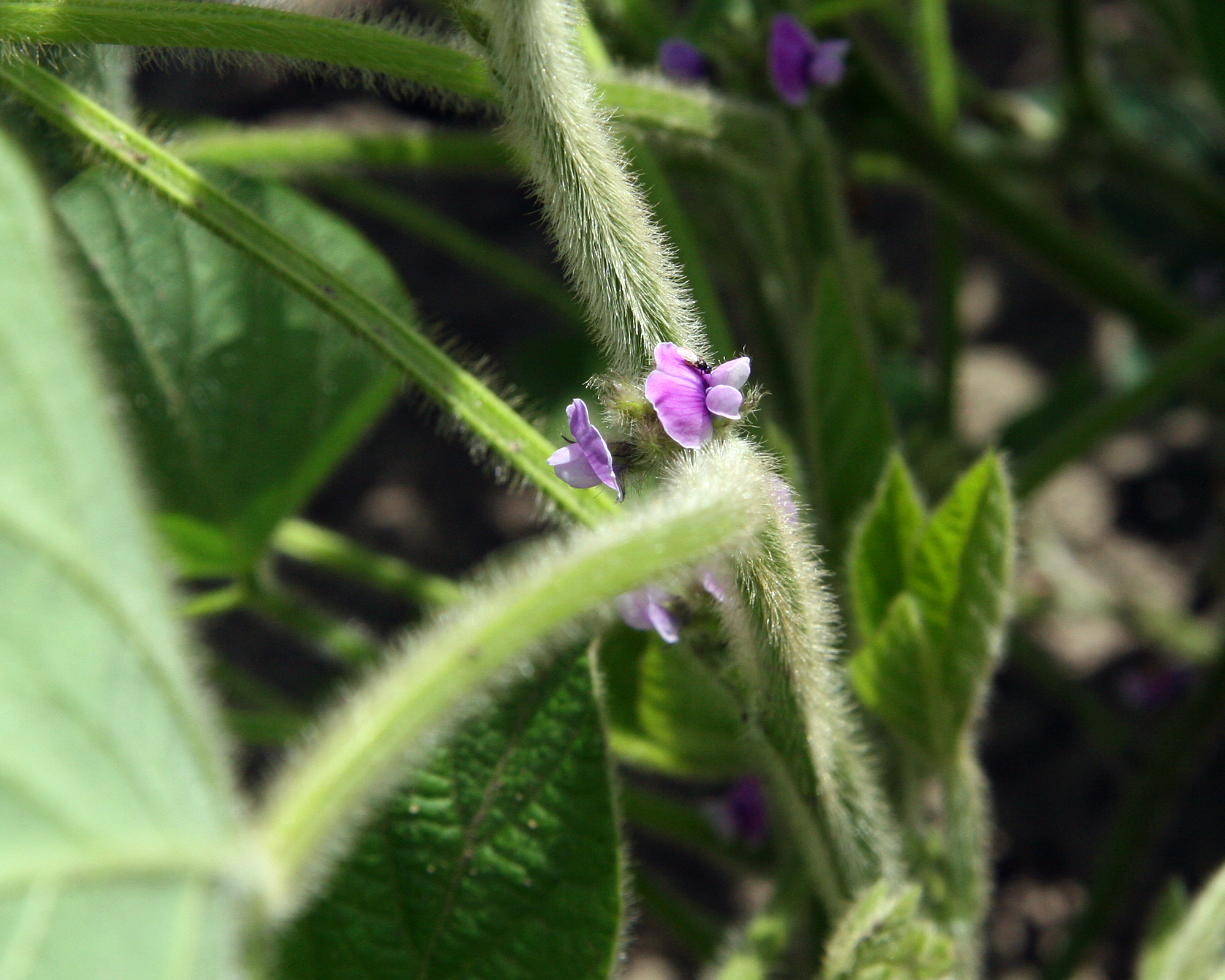
Квіти

Стрижнева коренева система. Головний корінь грубий, відносно короткий, бічні корінці у більшості тонкі, довгі, проникають у ґрунт на глибину до 2 м.
Висота стебла коливається від 20 см до 2 м. У сортів, поширених в Україні, — від 40 см до 1 м. Воно або грубе і товсте (діаметром завбільшки 11—13 мм) або ніжне і тонке (3—4 мм), прямостояче чи сланке, іноді витке, злегка колінчасто-зігнуте, добре гілкується. Бічні гілки завдовжки до 10—18 см, відхиляються від стебла під різним кутом і утворюють з 5—10 гілок різної форми Кущ — розлогий, напіврозлогий або стиснутий. Стебло і гілки вкриті білими, бурими, жовтими волосками. При достиганні стебло жовтіє, стає буро-жовтим чи рудим.
Листки — трійчасті (іноді на черешку утворюється до п'яти листочків), з малими прилистками, розміщені почергово, за винятком двох перших примордіальних, які є простими і розміщуються супротивно. Мають різну форму — широкояйцеподібну, овальну, ромбічну, клиноподібну з тупими або загостреними верхівками; опушені, включаючи прилистки, волосками білого, сірого або бурого кольору, завдовжки 15-16, завширшки 3-10 см. У більшості сортів листки при достиганні плодів опадають, що полегшує механізоване збирання врожаю.
Квітки малі, мають п'ятизубчасту зелену чашечку та п'ятипелюстковий віночок білого або фіолетового кольору, маточку з верхньою зав'яззю та 10 тичинок: 9 зрослих і одну вільну. Розміщуються квітки у пазухах листків на квітконіжках, утворюючи суцвіття-китиці (грона), які можуть бути короткими, малоквітковими — з 2-4 квітками або довгими, багатоквітковими — з 10-20 квітками і більше.
Плоди — боби, за формою — прямі, мечеподібні, злегка зігнуті, шабле- або серпоподібні, плоскі чи опуклі, з гладенькими або чоткоподібними стулками. Мають світлий, коричневий чи бурий колір, з рудуватим опушенням, завдовжки 3-7 см і завширшки 0,5-1,5 см. Вміст 1-4 насінин.

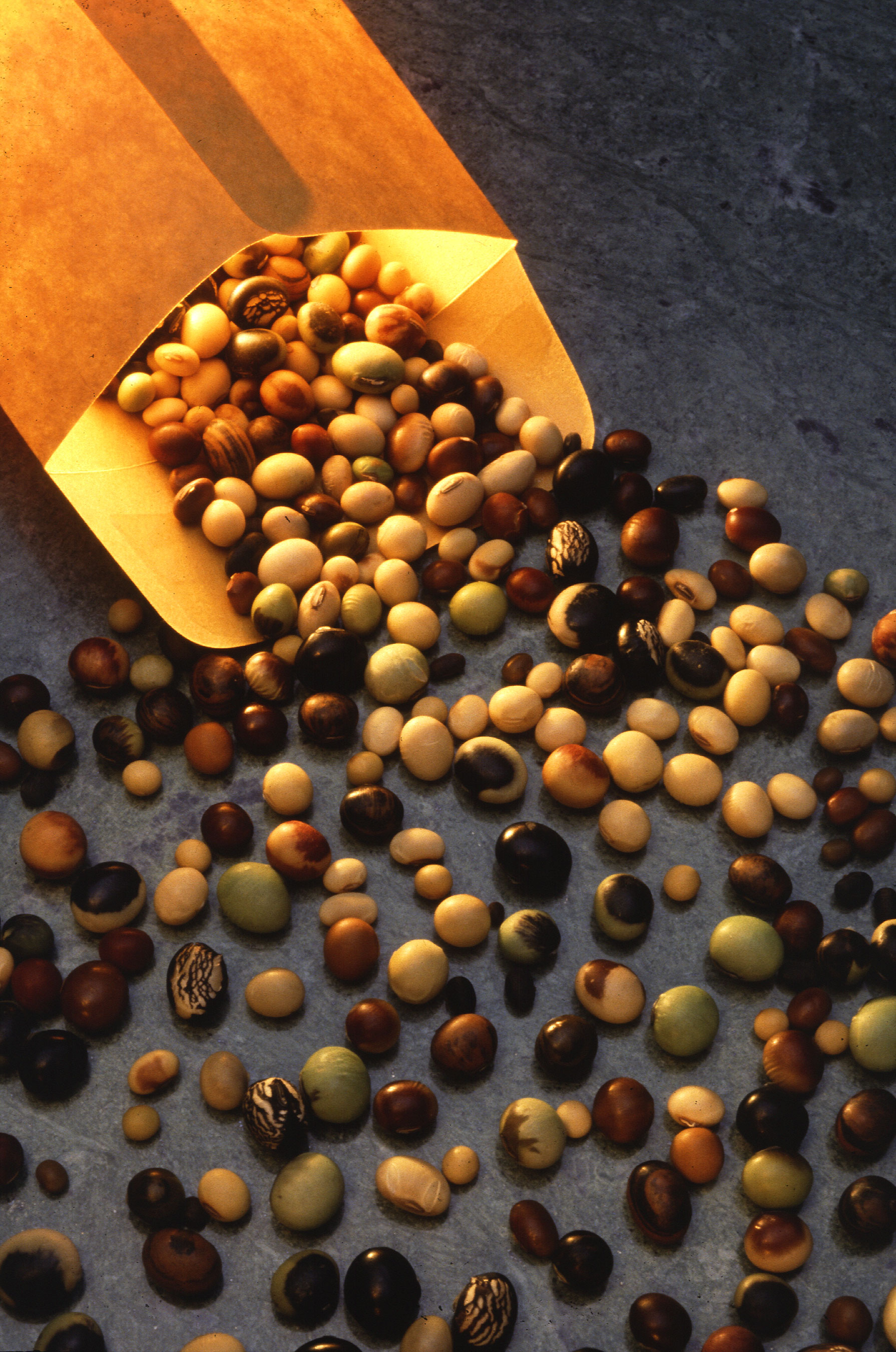
Різноманіття насіння сої.

Насіння має найрізноманітніший габітус:
- округле, овальне, округло-овальне, овально-видовжене, плоске або опукле;
- велике, середнє чи дрібне;
- жовте, зелене, коричневе, чорне, жовте, з коричневою пігментацією;
- з насіннєвим рубчиком світлого, сірого або темно-коричневого кольору.

Маса 1000 (m1000) насінин — 50-400 г. Коли насіння проростає, сім'ядолі виносяться на поверхню ґрунту.

## Підвиди
Відомо шість підвидів культурної сої:
- напівкультурна (Glycine max var gracilis Enk.),
- індійська (Glycine max var indica Enk.),
- китайська (Glycine max var chinensis),
- корейська (Glycine max var korajensis Enk.),
- маньчжурська (Glycine max var manshurica Enk.),
- слов'янська (Glycine max var slavonica Kov. et Pinz).

В пострадянських країнах поширені маньчжурський та слов'янський підвиди. Соя, яка належить до маньчжурського підвиду, середньоросла, переважно 70-100 см заввишки, утворює великого і середнього розміру листки, боби та насіння. Сорти цього підвиду середньостиглі й переважно зернового типу. Соя слов'янського підвиду — низько-, рідше середньоросла, здебільшого заввишки 40-70 см, частіше утворює тонші стебла, кущ стиснутий, листки, боби і насіння менші, скоростигла. В Україні вирощують сорти сої переважно маньчжурського підвиду і зовсім мало слов'янського.
Врожайність соєвих бобів в Україні становить 12—14 цнт/га. Поширені сорти: Альтаір, Аметист, Бистриця 2, Вітязь 50, Деймос, Іванка, Київська 98, Кіровоградська 4, Романтика, Терезинська 2, Чернівецька 8, Чернятка та ін.

## Технологія вирощування

### Сівозміна

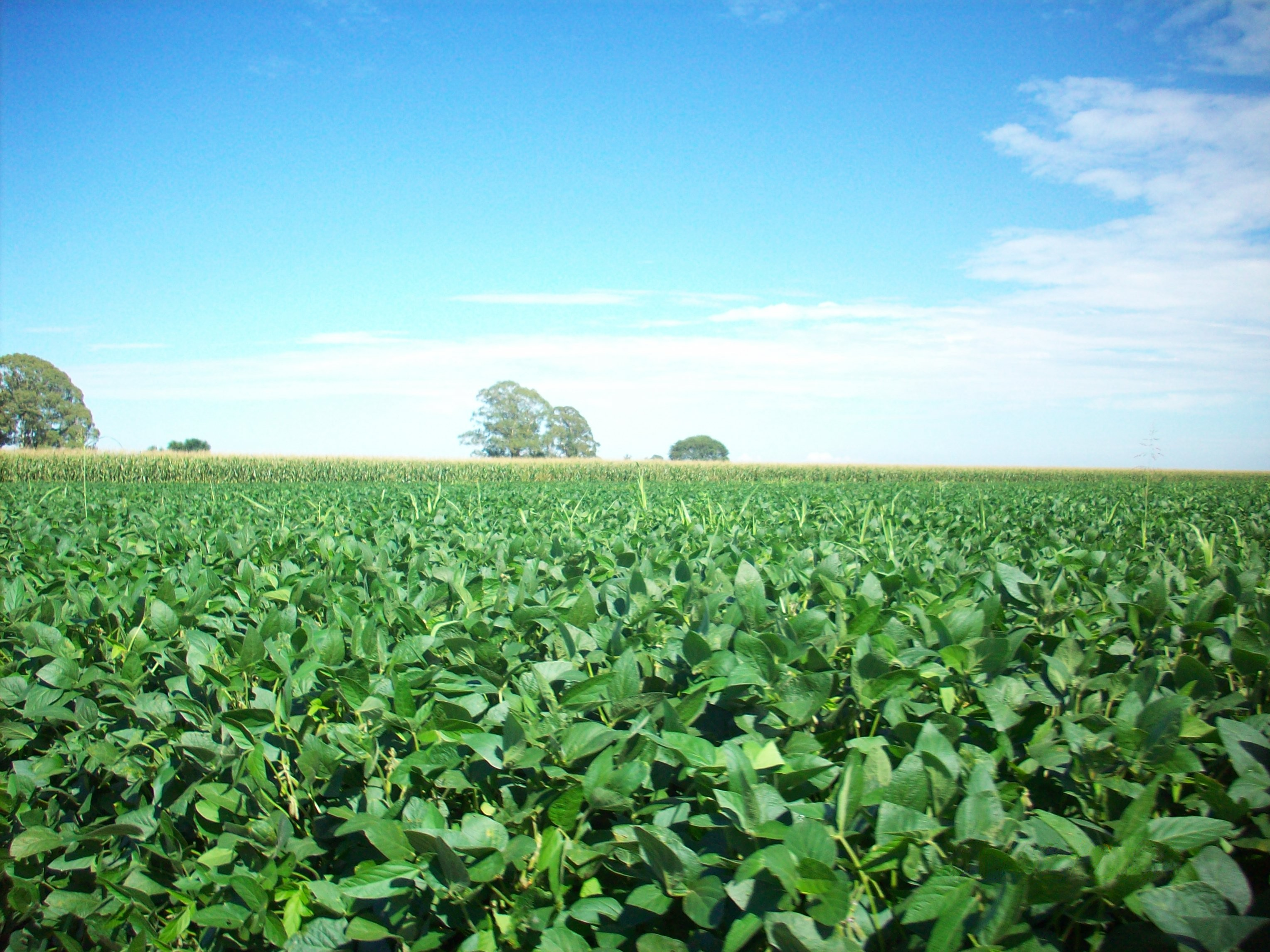
Плантація сої у провінції Санта-Фе, Аргентина.

Соя, як усі зернобобові — цінна культура в сівозміні. Монокультура виключається. Повертати сою на попереднє місце рекомендовано не раніше, ніж через два роки. Необхідно врахувати, що на перших етапах росту у сої сильно розвивається коренева система, а ріст рослин сповільнений. Це обумовлює її низьку конкурентоздатність у боротьбі з бур'янами. Тому як попередник для сої придатні зернові, кукурудза, цукрові буряки, картопля, багаторічні злакові трави. Непридатними попередниками є інші зернобобові культури і багаторічні бобові трави (господарі збудників кореневих гнилей) і культури-господарі збудників склеротинії, такі як соняшник або хрестоцвіті культури (ріпак). Частка культур сприйнятливих до склеротініозу в сівозміні не повинна перевищувати 33 %. Важливо щоб попередники сої лишили чисті від збудників поля. В районах з достатнім вологозабезпеченням у семи- та десятипольних польових сівозмінах під сою займають одне поле.
Соя сама є цінним попередником для інших культур. Залишаючи в ґрунті після збирання добре розвинуту кореневу систему з бульбочковими бактеріями, вона сприяє нагромадженню азоту, поліпшенню структури й родючості ґрунту. Соя використовує важкорозчинні поживні речовини з нижніх шарів ґрунту і включає їх у кругообіг живлення. В середньому на 1 га вона залишає близько 60—80 кг/га азоту (N), 20-25 кг/га фосфору (P2O5) і 30-40 кг/га калію (K2O). Проте пізнє збирання культури не дозволяє вирощувати після неї озимі культури в північних регіонах країни.

### Підготовка ґрунту
Вибір конкретних заходів обробітку ґрунту залежить від ґрунтово-кліматичних умов місця вирощування, а також від загального рівня культури землеробства, наприклад, ступеня забур'янення полів. Основний обробіток ґрунту при засміченні полів однорічними бур'янами — покращена зяблева оранка (два-три дискування і осіння оранка) або напівпаровий обробіток (літня оранка і 1-2 культивації для знищення сходів бур'янів). За наявності коренепаросткових бур'янів застосовують пошаровий обробіток ґрунту — лущення дисковими та лемішними знаряддям з наступною глибокою оранкою на 30—32 см при появі масових сходів бур'янів.
При короткому післязбиральному періоді, проводять лущення стерні, наступну оранку з вирівнюванням поверхні поля. Соя порівняно з ранніми ярими культурами вимогливіша до передпосівної підготовки. Ранній весняний обробіток ґрунту починається з боронування важкими, середніми або легкими боронами, а також шлейфами, рай-боронами, шлейф-боронами при настанні фізичної стиглості ґрунту. Боронують упоперек або під кутом до напрямку оранки в 1—2 сліди.
На чистих, без каміння, вирівняних (низьке розміщення бобів вимагає при збиранні низького зрізу) з осені полях після ранньовесняного боронування до сівби ґрунт не обробляють. Висота гребенів і глибина борізд не повинна перевищувати 4 см. На засмічених зимуючими бур'янами або падалицею полях, а також при тривалій холодній весні необхідно проводити культивацію на глибину 6–8 см з наступним прикатуванням. Прикатування підвищує температуру посівного шару на 1,5 °C—3,0 °C, що зумовлює проростання бур'янів, які будуть знищені наступною культивацією.
Передпосівну культивацію проводять паровими або буряковими культиваторами з плоскоріжучими лапами на глибину 4—5 см в агрегаті з боронами або шлейф-боронами або комбінованими агрегатами типу «компактора». Культивацію проводять упоперек або під кутом до напрямку попередніх обробітків. Оптимальна структура ґрунту для гарної аерації і нормального розвитку кореневої системи сої створюється при об'ємній масі 1,10—1,25 г/см³.

### Підживлення
Соя нерівномірно споживає елементи живлення впродовж вегетації. Вона виносить усереднено з урожаєм (кілограм речовини на центнер бобів):
- 5,00—7,30 кг/цнт азоту N,
- 1,40—1,90 кг/цнт фосфору у вигляді Р2О5,
- 2,86—2,90 кг/цнт калію у вигляді К2О,
- 0,86—1,00 кг/цнт магнію у вигляді MgO,
- 2,10 кг/цнт кальцію у вигляді СаО,
- 0,4 кг/цнт сірки S.

В азотному живлені критичний період для сої — 2—3 тижні після цвітіння; в фосфорному — перший місяць її життя.
| Фаза розвитку рослин                               | Засвоєння у % до повного обсягу за весь період вегетації | Засвоєння у % до повного обсягу за весь період вегетації | Засвоєння у % до повного обсягу за весь період вегетації |
| Фаза розвитку рослин                               | азоту                                                    | фосфору                                                  | калію                                                    |
| -------------------------------------------------- | -------------------------------------------------------- | -------------------------------------------------------- | -------------------------------------------------------- |
| Від сходів до цвітіння                             | 5,9 — 6,8                                                | 4,6 — 4,7                                                | 7,6 — 9,4                                                |
| Цвітіння, формування бобів, початку наливу насіння | 57,9 — 59,7                                              | 59,4 — 64,7                                              | 66,0 — 70,0                                              |
| Від початку наливу зерна до кінця дозрівання       | 33,7 — 36,3                                              | 30,6 — 36,0                                              | 18,9 — 26,4                                              |

При недостатній кількості легкорухомих форм мінеральних речовин соя особливо добре реагує на диференційоване дрібне внесення добрив під основний обробіток, при сівбі її в підживлення. До 70 % загального споживання азоту соя забезпечує біологічною фіксацією з повітря шляхом симбіотичної діяльності з бульбочковими бактеріями. При нормальних умовах для їхньої діяльності не потрібні азотні добрива. На бідних гумусом ґрунтах і при недостатньому рості рослин можна після ґрунтової діагностики внести 30-40 кг/га амонійних добрив. Визначення потреби такого підживлення:
- якщо бульбочок на кореневій системі менше 5 на одну рослину і вони сірого кольору всередині — є потреба;
- якщо бульбочок багато, вони крупні з рожевою м'якоттю — азотфіксація йде активно і підживлення не потрібне.

| Забезпеченість ґрунту елементами живлення | Вміст в ґрунті рухомих форм (за Мачигіним) | Вміст в ґрунті рухомих форм (за Мачигіним) | Середні норми добрив, кг/га д.р. | Середні норми добрив, кг/га д.р. | Середні норми добрив, кг/га д.р. | Середні норми добрив, кг/га д.р. |
| Забезпеченість ґрунту елементами живлення | фосфорних                                  | калійних                                   | фосфор                           | фосфор                           | калій                            | калій                            |
| Забезпеченість ґрунту елементами живлення | фосфорних                                  | калійних                                   | при зрошенні                     | без зрошення                     | при зрошенні                     | без зрошення                     |
| ----------------------------------------- | ------------------------------------------ | ------------------------------------------ | -------------------------------- | -------------------------------- | -------------------------------- | -------------------------------- |
| Дуже низька                               | < 10                                       | < 50                                       | 80-90                            | 100-120                          | 60-80                            | 80-100                           |
| Низька                                    | 11-15                                      | 51-100                                     | 60-80                            | 80-90                            | 40-60                            | 60-80                            |
| Середня                                   | 16-30                                      | 101-200                                    | 40-60                            | 60-80                            | 20-40                            | 40-60                            |
| Підвищена                                 | 31-45                                      | 201-300                                    | 20-30                            | Не вносять                       | 40-60                            | 20-40                            |
| Висока                                    | 46-60                                      | 301-400                                    | Не вносять                       | 20                               | Не вносять                       | Не вносять                       |

#### Мікроелементи
У сої більша потреба в кальції, ніж у зернових культур. Оптимальний рівень показника рН 6,2—7,2 зберігається внесенням вапна в рамках сівозміни за даними ґрунтової діагностики. Для досягнення оптимального рівня кислотності вапно вносять вже під попередник.
Залежно від ґрунтових умов, соя відчуває потребу в певних мікроелементах. Часто бор (B) і марганець (Mn) при вапнуванні стають важкодоступними для рослин. У таких випадках вносять рідкі добрива позакореневим методом. На бор бідні дерново-підзолисті сірі та бурі лісові, заболочені ґрунти легкого гранулометричного складу — вміст рухомих форм менше 0,2-0,7 мг на 1 кг ґрунту.
На кислих підзолистих і опідзолених ґрунтах рекомендується внесення молібдену (Mo). Для цього насіння обробляють молібдатом амонію (MoNH3) з розрахунку 40-50 г молібдену на 1 л. При позакореневому підживленні в період бутонізації — початку цвітіння, норма внесення молібденово кислого амонію становить 200 Г/га. Соя належить до культур, що є досить чутливими до внесення молібденових добрив. Приріст урожаю зерна від внесення молібдену становить 2—3 цнт/га. Висока ефективність молібденових добрив (особливо на кислих ґрунтах), досягається при вмісті мікроелемента на сірих ґрунтах — менше 0,15 мг, на чорноземах — менше 0,15—0,30 мг, на каштанових ґрунтах — менше 0,20—0,55 мг на 1 кг окультуреного шару ґрунту.
Кобальт (Co) особливо важливий мікроелемент в процесах азотфіксації. У ґрунт його можна вносити у кількості 200—400 Г/га. Для позакореневих підживлень і передпосівної обробки насіння застосовують відповідно 0,01—0,05%-ві та 0,1—0,5%-ві розчини сірчанокислого кобальту (CoSO4). Вносять на сірих ґрунтах при вмісті менш 1,0-1,1 мг, на чорноземах — менш 0,6—2,0 мг, на каштанових ґрунтах — менш 1,0-1,5 мг.
В той час, як в країнах Європи не вносять органічні добрива через неможливість регулювання їхньої мінералізації, небезпеки затримки дозрівання і вилягання посівів сої, в країнах Східної Європи рекомендується внесення органічних добрив — 20-40 т/га на слабогумусних ґрунтах або висівати її після удобреного попередника.

### Сортова диференціація
В умовах помірного клімату економічно обґрунтованим є вирощування лише сортів ультраскоростиглої (тривалість періоду від сходів до дозрівання менше 80 днів), дужескоростиглої (81—90 днів), скоростиглої (91—110 днів), середньоскоростиглої (111—120 днів) та середньостиглої (121—130 днів) груп. У ранньостиглих сортів світлова реакція менш виражена, бо реакція сортів на фотоперіодизм пов'язана з періодом їхньої вегетації. Скоростиглі сорти менш реагують на довжину дня, ніж середньостиглі і особливо пізньостиглі.

### Сівба

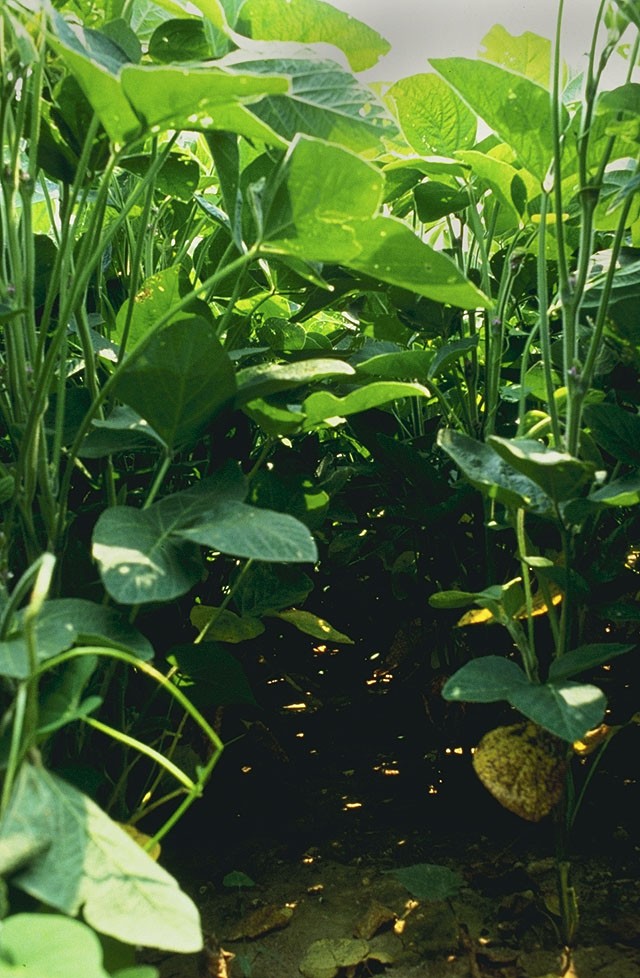
Широкорядний спосіб посіву.

Висівають протруєне насіння і, в разі потреби, інокульоване бульбочковими бактеріями (ризоторфіном). Як правило, протруєння проводять у таких випадках до сівби, а інокуляцію — при сівбі. Лише протруєння фундазолом можна суміщати з інокуляцією в день сівби.
Соя — культура пізніх строків сівби. Головний критерій настання оптимальних строків — стійке прогрівання верхнього шару ґрунту до 12 °C — 14 °C. Оптимальні календарні строки сівби припадають на період другої половини квітня до другої половини травня. При раннішій сівбі подовжується період проростання, насіння і паростки триваліший період піддаються інфекційному тиску збудників кореневих хвороб (Rhizoctonia, Diaporthe spp. та ін.) і зростає ймовірність засмічення. При пізніших строках сівби знижується врожайність. Глибина сівби через епікотильний спосіб проростання не повинна бути більше 2—4 см.
Соя — світлолюбна рослина, погано переносить затінення. Слід враховувати при визначені площі живлення і густоти стояння рослин, що у затінених рослин зменшується вміст азоту (N) в клітинах, збільшується кількість абортивних плодів, знижується висота прикріплення бобів на стеблі, що веде до збільшення втрат при механізованому збиранні.
Норма висіву насіння залежить від сортотипу і способів боротьби з бур'янами. Ультраскоростиглі й дужескоростиглі сорти з детермінантним типом росту дають найбільшу врожайність при густоті стеблостою перед збиранням 35—46 рослин на м² (висів 45—55 схожих насінин на м²). Середньостиглі і середньопізні сорти індетермінантного типу росту, які сильно гілкуються, повинні мати перед збиранням 18—22 рослини на м² (висів 30—35 схожих насінин на м²). Загущеніші посіви вилягають, що викликає зниження урожайності. На кращих ґрунтах вибирають нижчу, на легких ґрунтах вищу норму висіву. Якщо боротьба з бур'янами проводиться механізованим способом (післясходове боронування, міжрядні обробки), то норму сівби збільшують на 10—15 %. Висівають сою, як правило широкорядним способом з міжряддями 45—70 см, або стрічковим способом за схемою 50×15 або 60×15, або ж звичайним рядковим способом.

### Догляд за посівами
На початку вегетації соя зростає повільно і бур'яни конкурують з нею за споживання вологи, поживних речовин, та світло. Втрати врожаю від забур'яненості можуть складати 30—50 %. Тому інтегрована боротьба з бур'янами — першочергове завдання для успішного вирощування культури.
Механічний спосіб боротьби. Боронувати посіви можна вже через 3—4 дні після сівби, коли насіння тільки-но пустило корінець, а бур'яни знаходяться у фазі «білої нитки». Соя переносить боронування легко. Лише фаза «вигнутого коліна», яка настає за 2—3 дні до появи сходів є критичною для боронування. На посівах сої, залежно від забур'яненості, проводять 1—2 післясходових боронувань, при цьому перше проводиться коли рослини вже добре вкоренилися і мають висоту 10—12 см. Досходове боронування (швидкість руху агрегату до 5—6 км/год) знижує забур'яненість на 40—50 %, післясходове (швидкість руху агрегату до 4—5 км/год) — на 50—60 %, а використання їх у комплексі — на 65—75 %. Строки проведення міжрядних обробок і їхня кількість залежать від появи бур'янів. За весь період вегетації культури проводять 2—4 міжрядних обробітка. Останній обробіток проводять не пізніше фази «бутонізації».
Хімічний спосіб боротьби. Для ефективної боротьби з бур'янами вносять ґрунтові гербіциди до сівби, досходові та післясходові.

### Шкідники та хвороби

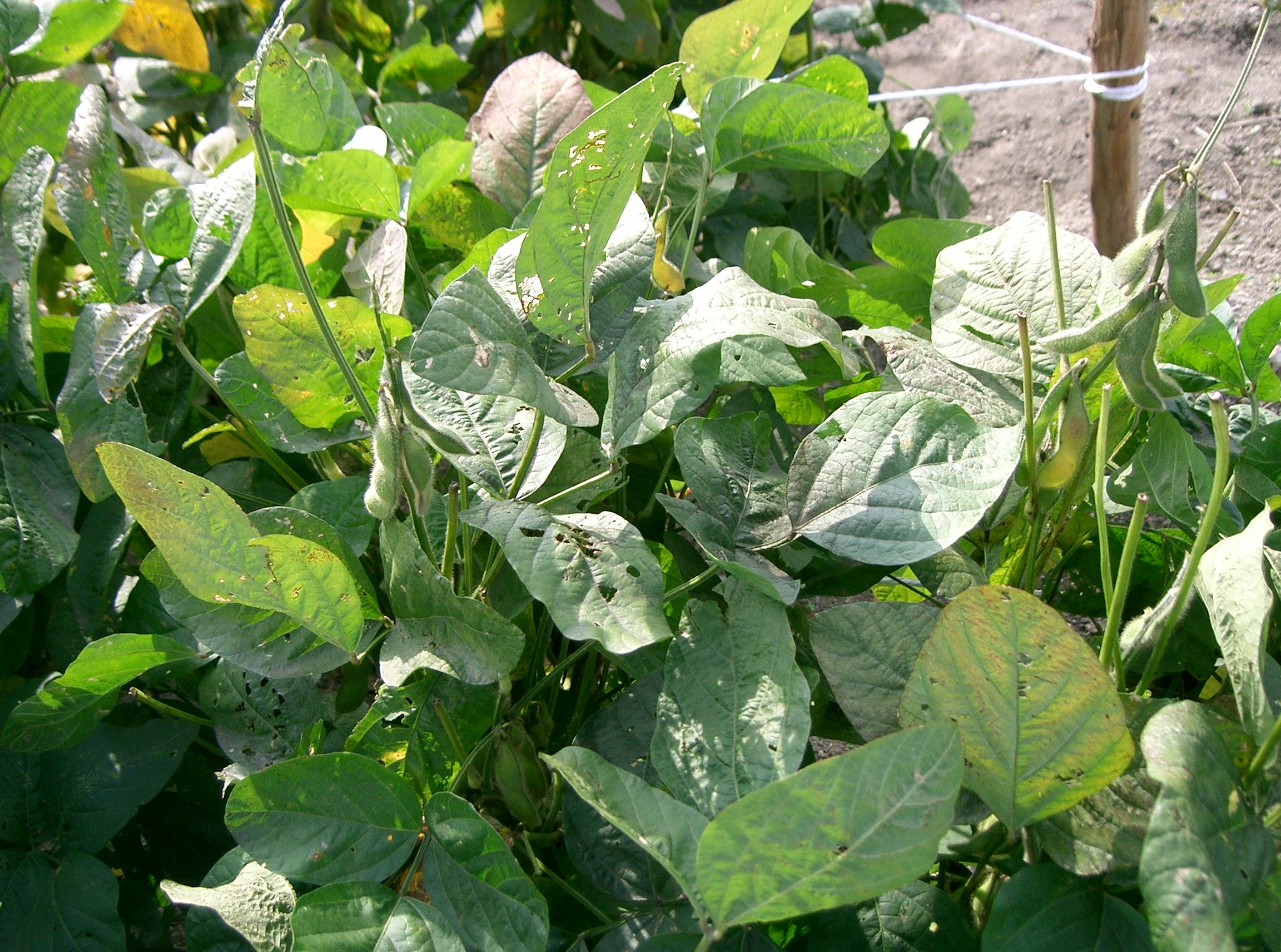
Листя сої уражене гусінню.

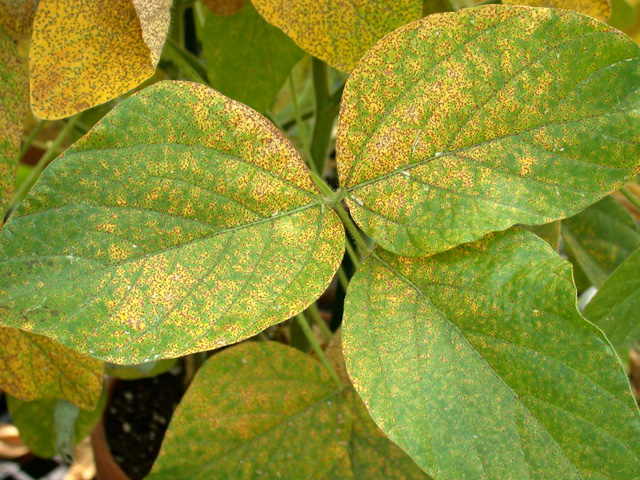
Грибкове зараження сої, Phakopsora pachyrhizi, Phakopsora meibomiae.

Соя вражається великою кількістю хвороб і шкідників. Економічно та екологічно обґрунтована ефективна боротьба з ними потребує дотримання принципів інтегрованого захисту рослин.
Найбільш розповсюджені шкідники:
- люцернова совка — ЕМШ становить 8-10 гусениць на м²,
- акацієва вогнівка,
- бульбочкові довгоносики,
- соєва чорно-смугаста блішка — ЕМШ становить 10-15 жуків на м²,
- соєва плодожерка — ЕМШ становить 2-3 яйця на рослину,
- павутинний кліщ.

Найбільш розповсюджені захворювання:
- фузаріозне в'янення (захворювання, що викликають гриби, що належать до роду фузарій (Fusarium)),
- церкоспороз (захворювання, що викликають гриби, що належать до роду церкоспора (Cercospora)),
- аскохітоз (захворювання, що викликають гриби, що належать до роду аскохіта (Ascochyta)),
- склеротіноз (захворювання, що викликають гриби, що належать до роду склеротинія (Sclerotinia)),
- несправжня борошниста роса,
- вертицильозне в'янення,
- бактеріальний опік,
- жовта мозаїка сої.

У боротьбі з грибковими та бактеріальними захворюваннями високу ефективність мають глибока зяблева оранка й повна заробка рослинних решток у землю, бо вони є джерелом розповсюдження інфекції. Це значно зменшує ймовірність зараження аскохітозом, периноспорозом та іншими хворобами. На полях уражених фузаріозом не можна висівати сою раніше ніж через 2-3 роки. Насіння потребує протруєння насіннєвими протруйниками.

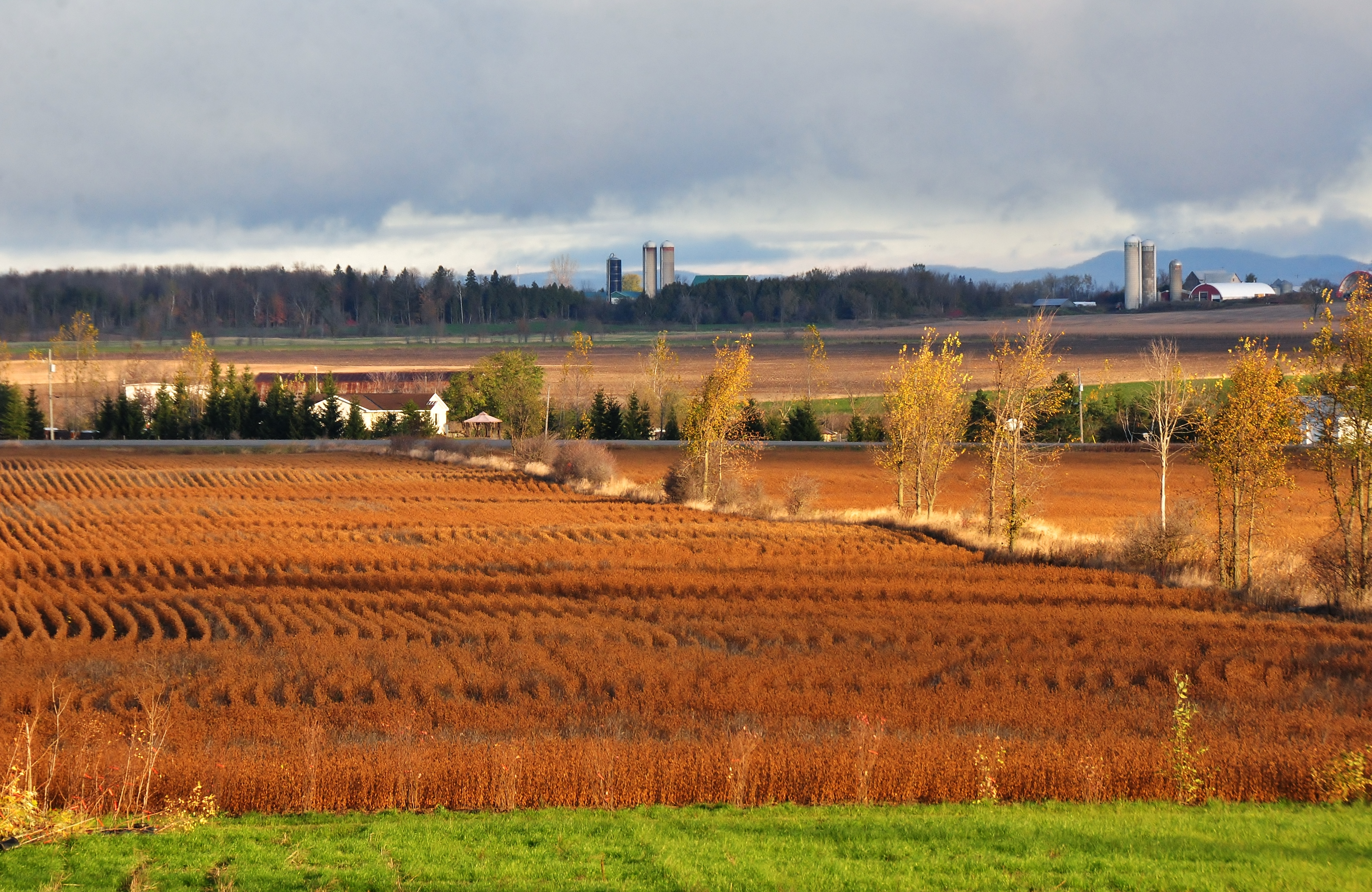
Соєве поле на Фермі «Мазепа» коло Оттави, Канада наприкінці жовтня

### Збирання урожаю
Врожай сої збирають прямим комбайнуванням (низький зріз 4-6 см) при повній стиглості — листя вже опало і боби сухі, побурілі стебла і боби, відокремлення твердого насіння від стулок. Оптимальна вологість насіння — 12—14 %. При запізненні з збиранням боби розтріскуються, а вологість насіння зростає знов. Щоб прискорити достигання пізньостиглих сортів, а в холодні роки і середньостиглих, застосовують десиканти (Баста 14 % в.р. з нормою 2 л/га, Реглон — 2-3 л/га). Десикацію проводять також для підсушування насіння або при пізньому забур'янені. Як правило посіви визрівають без використання десикантів. Для низьких втрат бобів важливо не перевищувати висоти зрізу більше ніж на 7—8 см від землі. При вищому зрізі втрачаються нижні боби, що, як правило, є найврожайнішими. Тривале зберігання бобів сої можливе при їхній відносній вологості не вище за 11 %.

## Продукти з сої
Свіжа соя містить отруйні білки, що нейтралізуються інтенсивним пропарюванням. В різних країнах світу із бобів сої виготовляють борошно, крупи, олію, молоко, печиво, хліб, цукерки, ковбасу, каву, шоколад, цілий ряд кулінарних страв.
Велика роль сої у вирішенні проблеми білка в тваринництві.

### Зерно
Насіння сої переважно підсмажують або варять. Для розкладу антипоживних речовин у зернах сої використовують теплову обробку: варіння чи запарювання, прожарювання, екструдування, мікронізація, НВЧ-обробка, волого-теплова обробка. Ціле зерно сої набагато складніше піддається тепловій обробці, ніж зерно гороху чи квасолі. Перед варінням обмите насіння заливають холодною водою з содою і замочують впродовж 10—12 годин. Після цього воду зливають і варять 1,5—2 годин.

### Крупа та борошно
Соєву крупу одержують із підсушеного зерна на звичайних крупорушках. Розварюється соєва крупа значно швидше, ніж ціле зерно. Проте перед варінням її теж рекомендується вимочувати 10—12 годин. Крупа швидко псується, що пояснюється великим вмістом жиру (19—20 %), який на повітрі гіркне.
Соєве борошно містить багато білка (40—52 %) і зольних елементів (5—6 %) та відносно мало вуглеводів (27—34 %). При перемелюванні на борошно сире зерно сої може забивати сита, жорна, вальці, тому його підсушують 3—4 години за температури 50 °C. Спочатку зерно грубо подрібнюють, видаляючи при цьому полову (оболонки зерна і зародки), які спричинюють швидке гіркнення борошна. Після здійснюють тонкий розмол на жорнових чи вальцьових млинах. Соєве борошно можна одержувати й з макухи чи шроту — містить мало жиру, тому може зберігатися досить довго. У соєвому борошні немає клейковини, тому його додають у різних пропорціях до пшеничного чи житнього.

### Соєве молоко
Соєве молоко — солодкуватий, смачний напій біло-кремового кольору з легким приємним запахом. Одержують його з замоченої у воді, подрібненої і провареної на парі сої. Воно майже не поступається за поживністю і засвоюваністю організмом молоку корови. Отримане за спеціальною рецептурою його важко відрізнити від коров'ячого на зовнішній вигляд і за фізичними властивостями. Соєве молоко відрізняється високими дієтичними властивостями. У Східній Азії соєве молоко було відоме і його широко використовували для харчування ще декілька століть тому. Напевно сприяв цьому буддизм, де релігійними правилами заборонено пити коров'яче молоко. Це дієтичний продукт, що не містить лактози, за харчовою цінністю відповідає коров'ячому молоку 1,5-2%-ної жирності. Соєве молоко краще перетравлюється у шлунку, рекомендується при виразковій хворобі шлунку, холециститі, цукровому діабеті, харчовій алергії на молочні продукти тваринного походження.
Молоко із сої при відстоюванні утворює вершки. Під час кип'ятіння сильно піниться, «збігає» з каструлі, як і коров'яче. Під час кип'ятіння на поверхні утворюється жирна плівка, яку китайці вважають ласощами. Соєве молоко також скисає, з нього можна виготовити сир.

### Окара
Однорідна волога маса без запаху, світло-жовта, з високим вмістом білка. Її одержують шляхом відтискання соєвого молока на фільтр-пресі. Окара — цінне джерело білка, клітковини, містить двовалентне залізо і легко засвоюється організмом. Окару використовують для виготовлення хлібобулочних виробів, печива, соусів тощо, додаючи до борошна. При випіканні кондитерських виробів нею можна замінити яйця (1 столова ложка окари + 2 столові ложки води заміняє 1 яйце).

### Соєвий сир
Соєве молоко у теплому місці за декілька годин скисає і дуже нагадує кисле коров'яче молоко. Із соєвого кисляку виділяється сир, який складається із білкових речовин. На вигляд він подібний до коров'ячого. Якщо молоко не має «бобового» присмаку, то і сир виходить задовільним, особливо якщо його трошки посолити. Соєвий сир з легким запахом бобів, що приготовлений вдома, варять або підсмажують, після чого неприємний запах повністю зникає.

### Тофу
Соєвий сир, по-китайськи «то-фу», поширений у всіх країнах Сходу. Має консистенцію м'якого сиру, майже без запаху, ніжний за смаком, кремового кольору. Готується тофу із соєвого молока після його скисання. Із кислого соєвого молока (як із коров'ячого) одержують соєвий сир. Після того, як його добре відтиснути, тофу готовий до вживання. Відмінність його від соєвого сиру полягає в тому, що тофу є пресованим продуктом. Цінність тофу полягає в тому, що білок сої, який важко перетравлюється, перетворюється на сирі у продукт, що добре засвоюється організмом. Перетравність тофу — 95 %. Має високий вміст повноцінного рослинного білка, що за своїм амінокислотним складом і біологічною цінністю прирівнюється до білка м'яса. На Сході тофу ще називають «м'ясом без кісток». У ньому низький вміст жиру і вуглеводів. Тофу використовують в їжу у свіжому, смаженому, сушеному, маринованому, копченому вигляді. Додають у різні страви у співвідношенні від 40 до 80 % до інших продуктів.

### Соєве м'ясо
Соєве м'ясо виготовляють зі знежиреного соєвого борошна, яке пресується до тих пір, поки не набуде форми волокна. Це новий, унікальний за харчовою цінністю харчовий продукт, що має м'ясоподібну структуру і однаковий з м'ясом вміст білка. Текстурований соєвий білок має форму і текстуру фаршу, гуляшу, відбивних.
На відміну від м'яса тваринного походження, соєве м'ясо не містить холестерину, в ньому є життєво необхідні мінеральні речовини: кальцій, фосфор, магній, залізо, а також вітаміни групи В і вітамін Е. Соєве м'ясо продається у сухому вигляді, перед вживанням його потрібно розмочити чи відварити. При цьому соєве м'ясо збільшується в масі за рахунок поглинання води в 2,5-4 рази. Соєве м'ясо можна готувати різними способами: варити, тушкувати, запікати, смажити. Варити потрібно впродовж 10-30 хв.

### Олія
Соєву олію одержують шляхом пресування насіння сої. Свіжа соєва олія не має смаку і запаху, швидко гіркне. Тому в домашніх умовах соєву олію виготовити досить проблемно. Після рафінування вона набуває бурштинового кольору, довго зберігається, її використовують для заправки салатів із свіжих овочів, є відмінним дієтичним, високо засвоюваним продуктом. Олія містить життєво необхідні ненасичені жирні кислоти, в тому числі лінолеву, вітаміни Е і С, солі кальцію, натрію, магнію, калію, фосфору тощо. Соєва олія корисна при захворюванні нирок, нервової системи, підвищує імунітет, покращує обмін речовин, запобігає атеросклерозу.
На соєвій олії можна смажити їжу, додавати в тісто, готувати м'ясні і рибні страви. На заводах з нього виготовляють маргарин, який не поступається тваринному маслу.

### Шрот та макуха
Побічна продукція після екстракції олії. Шрот містить менше клітковини і краще засвоюється тваринами порівняно з соняшниковим. В 1 кг міститься 1,21 кормова одиниця, 361 г перетравного білка, 26,2 г жирів, 80 г клітковини, 36,4 г лізину, 8,5 г метіоніну, 5,2 г триптофану. Теплова обробка надає соєвому шроту приємного запаху. При виготовленні комбікормів додають 10 % соєвого шроту, що дозволяє збалансувати корм за вмістом білків та амінокислот.
Соєву макуху одержують при механічному добуванні олії. Як і соєвий шрот вона є цінним кормом для тварин. В 1 кг міститься 1,19 кормова одиниця, 346 г перетравного білка, 43 г жиру, 72 г клітковини.

## Вплив на здоров'я
При спеціальному режимі лікувального харчування сою додають до котлет у випадках, коли хворому потрібна велика кількість білків. Незважаючи на високий вміст білка в сої, вона менше, ніж інші білкові продукти, викликає виділення шлункового соку, тому її призначають при гастритах з підвищеною кислотністю.[джерело?]
Молокозамінники із сої, а також соєве борошно використовують при цукровому діабеті — вони містять менше вуглеводів, ніж інші бобові рослини, а білки цінніші, ніж гороху й квасолі. В Англії з соєвого борошна для охочих схуднути випускають «кембріджський» хліб. В Австрії соєве борошно дієтологи застосовують у вигляді каші для дітей, які хворіють на туберкульоз. В деяких країнах сою використовують в медицині, як сировину для виготовлення препаратів, що стимулюють центральну нервову систему, при лікуванні цукрового діабету.
Проте, існують докази того, що соя та продукти з неї можуть завдати шкоди людському організмові при регулярному вживанні. В документованих дослідженнях, що проводилися за участю 3734 чоловіків похилого віку було показано, що ті з них, хто половину свого життя споживали тофу мали в 2,4 разу більший ризик захворіти в майбутньому на хворобу Альцгеймера. Чоловіки, які використовували в своєму раціоні тофу принаймні, двічі на тиждень, мали більше розумових порушень порівняно з тими хто ніколи не додавав в їжу соєвих продуктів або не зловживав ними.
Також соя має негативний вплив на статеву функцію чоловічого організму. Це пояснюється великим вмістом в соєвих бобах фітоестрогенів — речовин рослинного походження, що в людському організмі мають певну гормональну активність, подібну до естрогенів.[джерело?] Фітоестрогени, потрапляючи до організму тварини або людини, втручаються в гормональний баланс. На думку нейроендокринолога Клауді Хагес з Седар-санайського Медичного Центру, соя еволюційно виробила механізм контролю народжуваності того біологічного виду, який нею харчується, — своєрідні «оральні контрацептиви».[джерело?] Доктор Мері Еніг (штат Меріленд, США) вважає, що висока концентрація фітоестрогенів сої в дитячому харчуванні призводить до раннього статевого дозрівання дівчаток і до порушення фізичного розвитку хлопчиків. Результати тестування крові немовлят, яких годують дитячим харчуванням, яке містить соєві компоненти, показали, що концентрація ізофлавонів в 13 000-22 000 раз перевищує нормальну концентрацію власного естрогену в ранній період життя.
Соя також містить компоненти, які негативно впливають на функцію головного мозку, щитоподібної залози, порушують нормальний процес всмоктування полівалентних мікроелементів (особливо цинку)

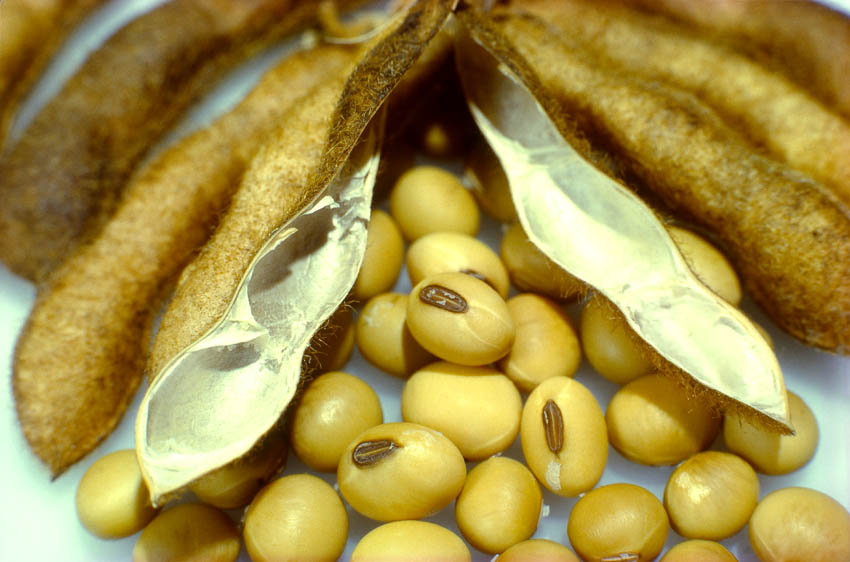
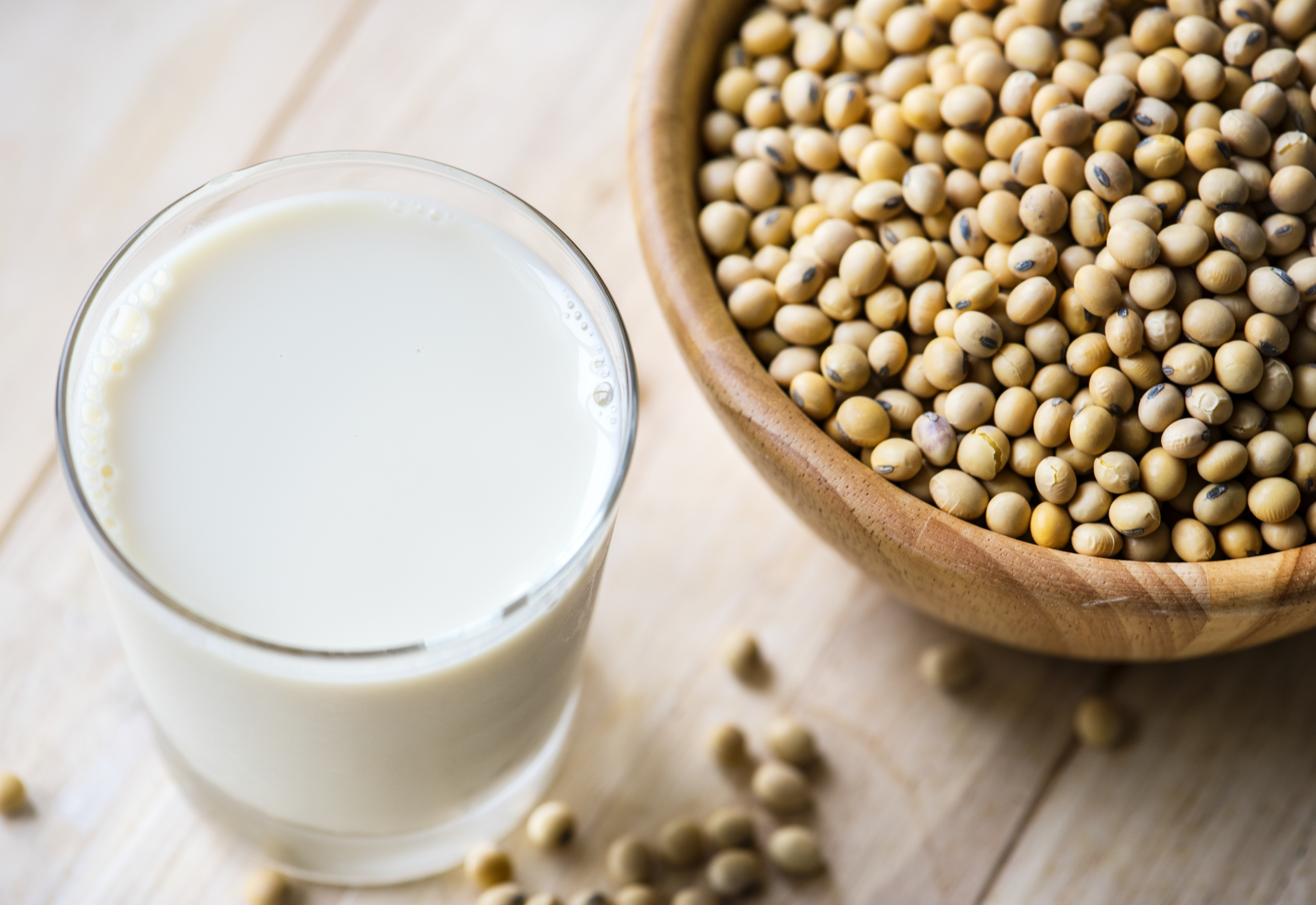
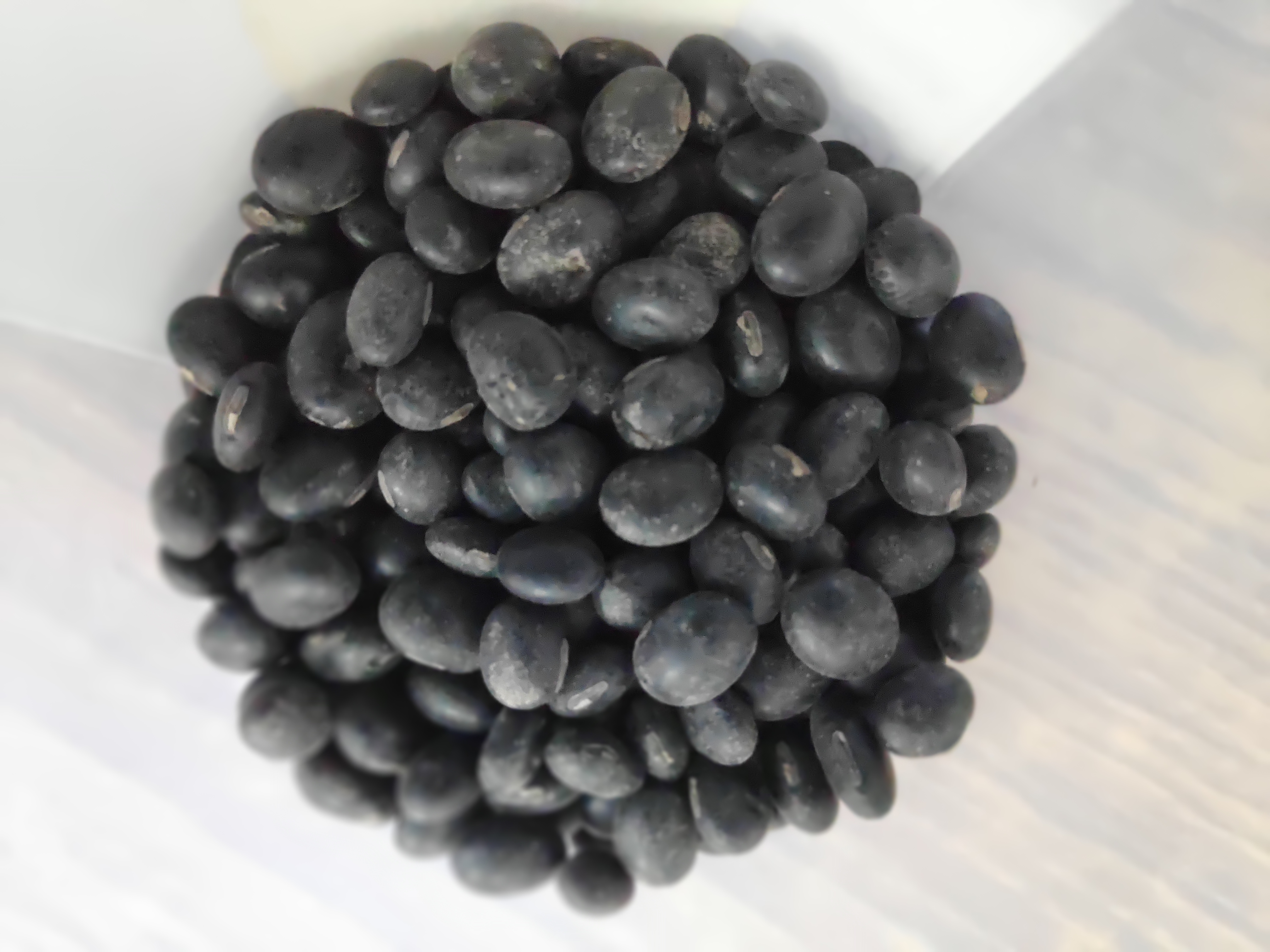
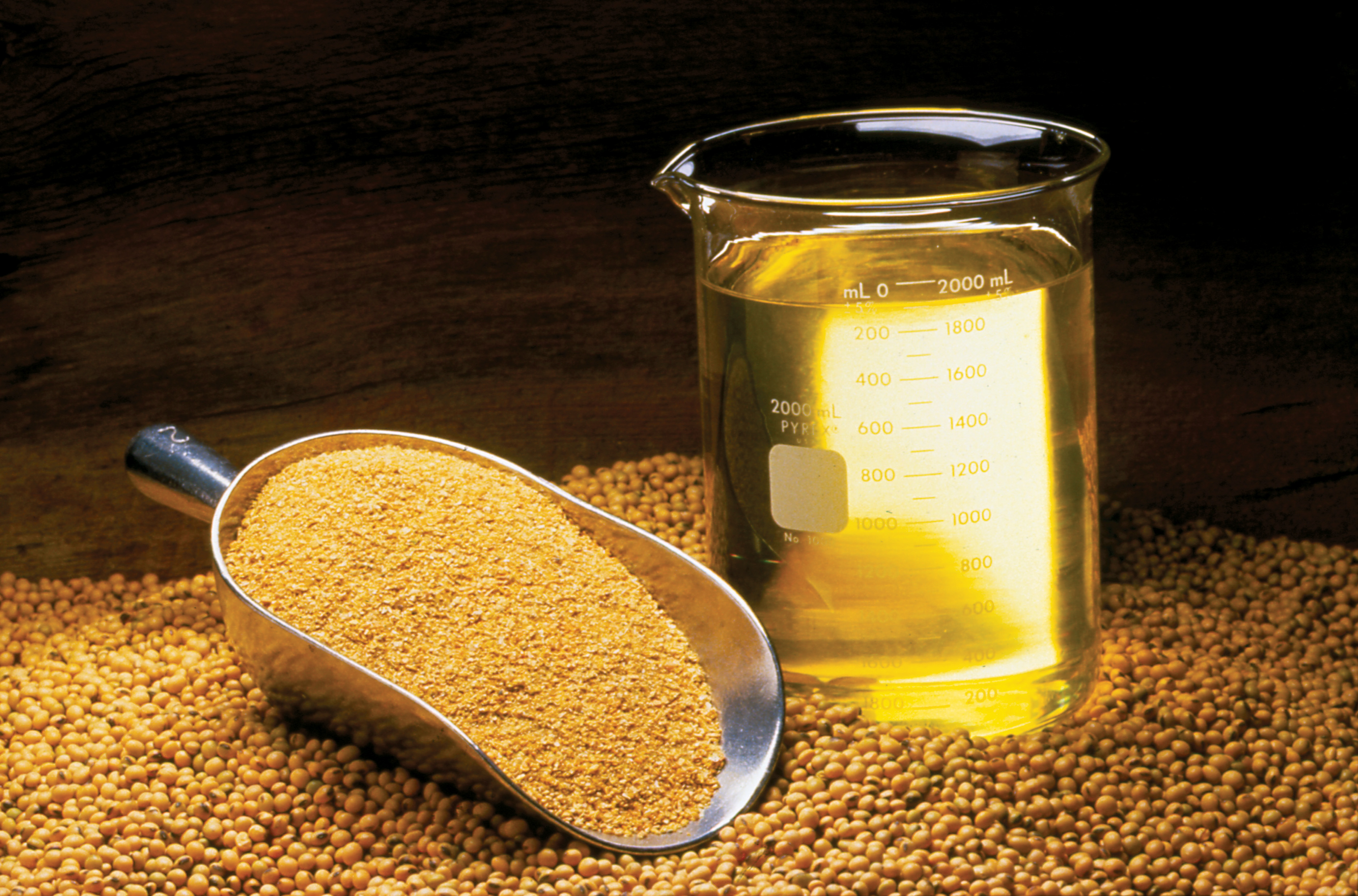
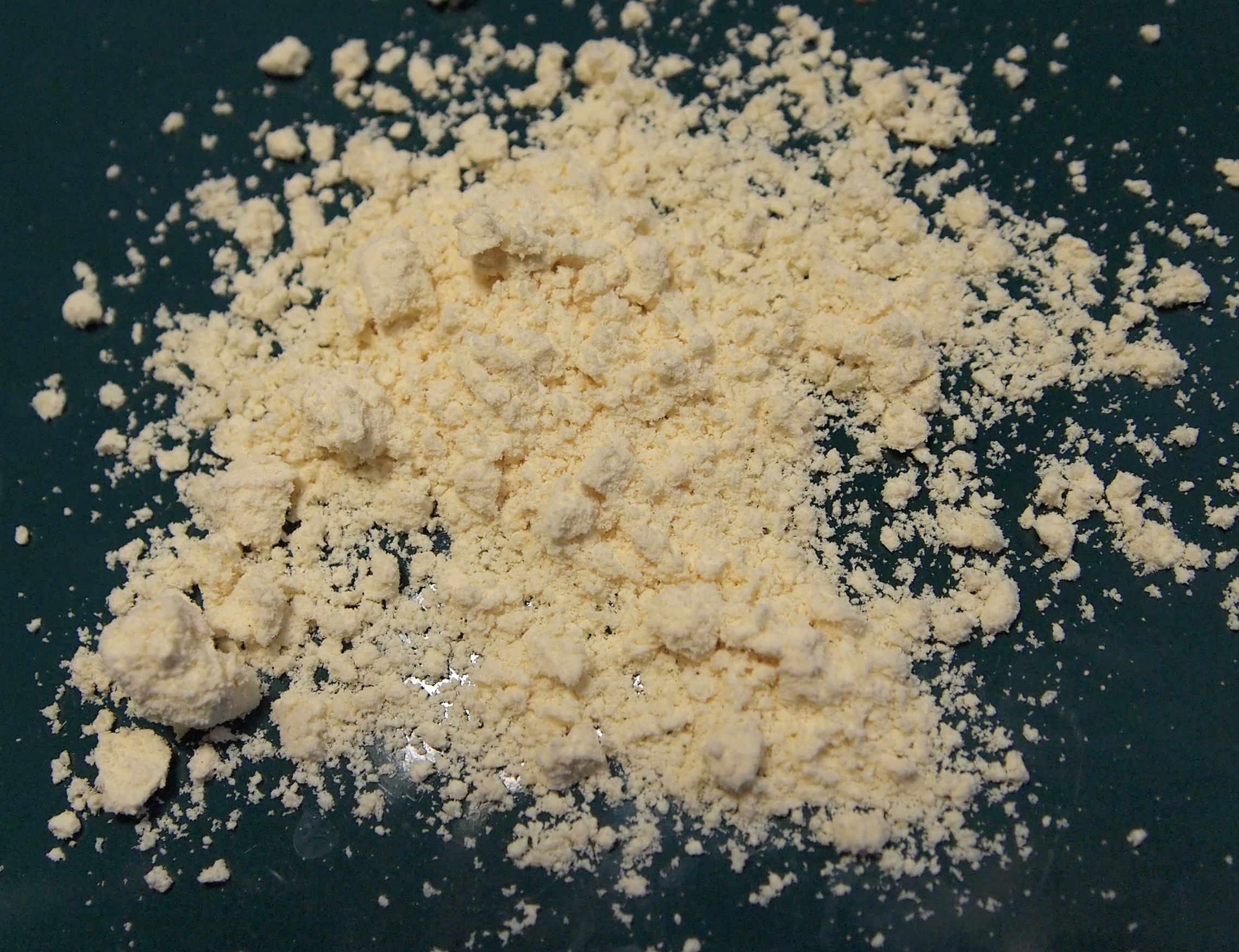